# Women's Social and Political Union
La Women's Social and Political Union (WSPU) è stata un movimento politico di sole donne e una delle principali organizzazioni militanti per il suffragio femminile nel Regno Unito, attiva dal 1903 al 1917. Le sue aderenti e le sue politiche erano controllate dalla Famiglia Pankhurst, Emmeline Pankhurst e le sue figlie Christabel Pankhurst e Sylvia Pankhurst. Fu nota per gli scioperi della fame, che introdussero la pratica dell'alimentazione forzata da parte della polizia carceraria, e per l'adozione di un metodo di lotta che prevedeva la violenza.

## Formazione
La Women's Social Political Union venne fondata a Manchester il 10 ottobre 1903 da sei donne, incluse Emmeline Pankhurst e Christabel Pankhurst, che presto emersero come leader del gruppo. L'Unione nacque dalla scissione dal National Union of Women's Suffrage Societies (NUWSS) con a capo Millicent Fawcett, suffragista e femminista, a seguito della scarsa fiducia riposta nelle tattiche di persuasione dei politici adottate fino a quel momento dal movimento.
La nuova organizzazione, al contrario della NUWSS, riservò la partecipazione solo alle donne. Promosse una campagna per la riforma sociale, in gran parte in concomitanza con l'"Independent Labour Party" (Partito operaio indipendente) e una per l'estensione del suffragio femminile. Per illustrare la loro posizione più militante, le suffragette adottarono lo slogan "Deeds, not words" "Fatti, non parole". Nel 1913, la WSPU nominò Segretaria generale la femminista militante Nora Dacre Fox, più tardi conosciuta come Norah Elam. Dacre Fox fu una propagandista molto nota e seguita e fu la redattrice di molti dei discorsi di Christabel Pankhurst.

## Campagna iniziale
Nel 1905 il gruppo convinse il deputato Bamford Slack ad introdurre un disegno di legge per il voto alle donne. Dopo il fallimento dell'iter parlamentare, la WSPU cambiò tattica e scelse di attaccare qualunque partito politico al governo che si rifiutasse di sostenere una legislazione che includesse il suffragio delle donne, abbandonando anche l'impegno iniziale di sostegno a riforme sociali immediate.
Nel 1906 l'Unione iniziò una serie di manifestazioni che portarono all'arresto e alla detenzione di un numero sempre maggiore di aderenti. Il tentativo di raggiungere la parità tra i sessi guadagnò l'attenzione nazionale quando trecento donne, che rappresentavano oltre 125.000 suffragette, sostennero un incontro per il suffragio femminile con il primo ministro Sir Henry Campbell-Bannerman. Il Primo Ministro pur dicendosi favorevole alle richieste avanzate dalle suffragette, si disse impossibilitato ad agire, e suggerì loro di "continuare ad insistere" e ad esercitare "la virtù della pazienza". Alcune delle donne che erano state consigliate ad "essere pazienti", stavano lavorando per i diritti delle donne da ben 50 anni e il consiglio di "continuare ad insistere e ad infastidire" si rivelò non prudente. Le parole del primo ministro infatti, fecero infuriare le manifestanti che diedero avvio ad una fase di rivolta.
Commentando le proteste nate da questo evento, Charles Hands descrisse per la prima volta nel Daily Mail, le aderenti al WSPU come suffragette. Nel 1907 l'organizzazione tenne il primo di una serie dei "parlamenti delle donne".
Il partito laburista deliberò di sostenere il suffragio universale. Questo li divise dal WSPU.
Sotto la direzione di Christabel, il gruppo cominciò a trovarsi in modo più esplicito esclusivamente tra le donne della classe media, e dichiarò l'opposizione a tutti i partiti politici. Questo portò a formare, da parte di un piccolo gruppo di membri importanti, la "Women's Freedom League" (WFL).

## Campagne seguenti

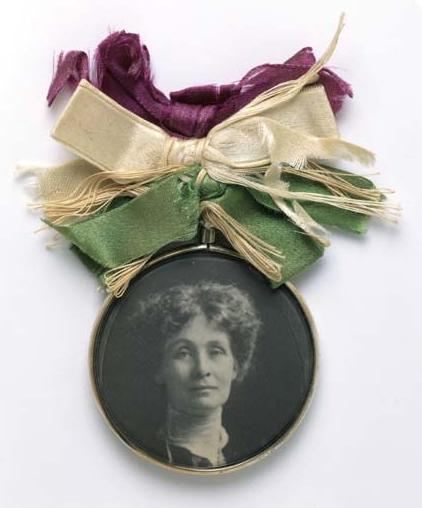
Ritratto distintivo di Emmeline Pankhurst, c.1909 - Venduto in gran numero dal WSPU per raccogliere fondi - Museo di Londra

Nell'autunno del 1907, Frederick e Emmeline Pethick Lawrence fondarono il giornale del WSPU, "Votes for Women" che sostennero finanziariamente nei primi anni.
Nel 1908 il WSPU adottò come colori ufficiali il viola, il bianco e il verde, scelti da Emmeline Pethick Lawrence: il viola, stava per il sangue reale che scorreva nelle vene di ogni suffragetta; il bianco indicava la purezza nella vita privata e pubblica; il verde, invece, era il colore della speranza e della primavera. Nel giugno del 1908 si vide per la prima volta l'uso in pubblico di questi colori, quando il WSPU organizzò una manifestazione a cui parteciparono 300.000 donne, chiamata "Women's Sunday" nell'Hyde Park.
Nel febbraio 1907 il WSPU fondò le "Woman's Press", che curavano l'editoria e la propaganda dell'organizzazione; dal 1908 venne anche commercializzata una vasta gamma di prodotti con il nome o i colori del movimento. Le Woman's Press crearono una rete di negozi e catene di distribuzione dei loro prodotti a Londra e in tutto il Regno Unito. Fino al gennaio del 1911, l'inno ufficiale del WSPU era "The Women's Marseillaise", una cornice di parole di Florence Macaulay sulle note di "La Marsigliese". In quel mese l'inno fu cambiato con "The March of the Women", composto da Ethel Smyth sul testo di Cicely Hamilton.

## La campagna diventa sempre più militante
In opposizione alla continua e ripetuta detenzione di molte delle loro aderenti, la WSPU introdusse lo sciopero della fame nelle carceri della Gran Bretagna. La politica di alimentazione forzata delle autorità portò le suffragette ad essere prese in simpatia da parte del pubblico. Il governo approvò poi una disposizione che permetteva di rilasciare un mandato temporaneo di libertà alle detenute in cattiva salute (articolo 1913-comunemente chiamato "l'atto del gatto e del topo"), che permise la liberazione di suffragette che erano prossime alla morte a causa della malnutrizione. Una volta ristabilite, tuttavia, le militanti incarcerate potevano essere reimprigionate. In risposta a questa disposizione, la WSPU organizzò un team di sicurezza per tutte le donne, chiamate guardie del corpo, allenato da Edith Margaret Garrud e condotto da Gertrude Harding, il cui ruolo era quello di proteggere le suffragette dalla reincarcerazione.
Un nuovo disegno di legge per il suffragio fu introdotto nel 1910. Nel 1912 il WSPU lanciò una intensa campagna di protesta, basata sull'attacco alle proprietà, evitando la violenza contro le persone. Fra le azioni programmate vi furono la distruzione di vetrine, l'incendio notturno di case non occupate (tra cui la residenza estiva del Cancelliere dello Scacchiere George David Lloyd) e di chiese, la distruzione di vetrine dei negozi di lusso e di uffici governativi, l'interruzione delle linee telefoniche, l'incatenamento alle ringhiere da parte delle militanti. Il 18 luglio 1912, Mary Leigh lanciò un'accetta contro il primo ministro Herbert Henry Asquith.
Nel 1913 questa campagna di protesta divenne famosa anche per la morte di Emily Davison, una suffragetta che, durante il Derby di Epsom, venne colpita dal cavallo di re Giorgio V, del quale tentava di afferrare le briglie per legare la bandiera della WSPU.
La sera del 9 marzo 1914, circa 40 suffragette militanti, tra cui le guardie del corpo, lottarono contro diverse squadre di agenti di polizia che stavano tentando di riarrestare Emmeline Pankhurst durante una manifestazione pro-suffragio presso la Sala di Sant'Andrea a Glasgow. Il giorno seguente, la suffragetta Mary Richardson (conosciuta come una delle attiviste più militanti, chiamata anche "Slasher" Richardson) entrò nella Galleria Nazionale e sfregiò il dipinto a olio Venere e Cupido di Diego Velázquez con un coltello da macellaio.

## WSPU durante la prima guerra mondiale
Allo scoppiare della prima guerra mondiale nel 1914, Christabel Pankhurst si trasferì a Parigi, al fine di poter seguire l'organizzazione senza paura di essere arrestata. Nonostante le obiezioni di Kitty Marion e altre, fece assumere all'organizzazione una posizione nazionalista, supportando il governo britannico nella guerra. La pubblicazione del giornale della WSPU The Suffragette cessò, e nel mese di aprile 1915 venne lanciata una nuova rivista, Britannia.
Mentre la maggioranza delle aderenti alla WSPU sosteneva la guerra, un piccolo numero fondò l'Independent Women's Social and Political Union (IWSPU). L'attenzione del pubblico sul WSPU si spense e l'organizzazione si sciolse nel 1917. Christabel e Emmeline Pankhurst fondano una nuova organizzazione: il partito delle donne (Women's Party).

## Membri noti del WSPU
- Janie Allan
- Barbara Ayrton
- Rosa May Billinghurst
- Teresa Billington-Greig
- Elsie Bowerman
- Lucy Burns
- Helen Cruickshank
- Charlotte Despard
- Emily Davison
- Flora Drummond
- Sophia Duleep Singh
- Norah Elam
- Dorothy Evans
- Louisa Garrett Anderson
- Edith Margaret Garrud
- Mary Gawthorpe
- Nellie Hall
- Beatrice Harraden
- Edith How-Martyn
- Elsie Howey
- Ellen Isabel Jones
- Annie Kenney
- Edith Key
- Aeta Adelaide Lamb
- Mary Leigh
- Lilian Lenton
- Constance Lytton
- Mary Macarthur
- Margaret Mackworth
- Christabel Marshall
- Kitty Marion
- Dora Marsden
- Dora Montefiore
- Flora Murray
- Margaret Nevinson
- Edith New
- Adela Pankhurst
- Christabel Pankhurst
- Emmeline Pankhurst
- Sylvia Pankhurst
- Frances Parker
- Alice Paul
- Emmeline Pethick-Lawrence
- Mary Richardson
- Edith Rigby
- Rona Robinson
- Mary Russell, Duchess of Bedford
- Dame Ethel Mary Smyth
- Harriet Shaw Weaver
- Evelyn Sharp
- Dora Thewlis
- Laura Ann Willson
- Olive Wharry
- Rose Emma Lamartine Yates